# Ludvik Mlajši
Ludvik Mlajši, včasih tudi Ludvik Saški, ali Ludvik III., je bil drugi najstarejši sin Ludvika Nemškega in Heme Atdorfske, *830/835, † 20. januar 882.
28. avgusta 876 je nasledil svojega očeta kot kralj Saške. Od leta  876 do 882 je bil po smrti svojega brata Karlmana kralj Bavarske. Umrl je leta 882.  Vsa njegova ozemlja ki so obsegala večino Vzhodne Frankovske, je nasledil njegov mlajši brat Karel Debeli, takrat cesar Svetega rimskega cesarstva in kralj Italije.

## Vojaška mladost
Kot mladenič je bil Ludvik leta 858 in 862 napoten v vojaške operacije proti Obodritom na vzhodu. Leta 854 je na povabilo akvitanskih plemičev, nasprotnikov  Karla Plešastega in Pipina II., in spodbudo svojega očeta in bratranca Karla, nadškofa Mainza, na čelu vojske odšel v Galijo, da bi prejel akvitansko krono. Prišel je do Limogesa in se nato vrnil.
Doma je stkal tesne vezi s plemiči Vzhodne Frankovske in postajal vse bolj neodvisen od očeta. Zaročil se je s hčerko grofa Adalarda in se leta 865 z bratom Karlom pridružil uporu proti očetu. Spogledovanje z uporom je bilo kratko in Ludvik, Karel in njun oče so se kasneje istega leta pobotali, vendar  je bil oče  prisiljen preostanek svojih ozemelj razdeliti med svoja sinova. Karlman je že leta 864 dobil del Bavarske, zdaj pa je Ludvik Mlajši dobil Saško, Turingijo in Frankovsko,  Karlman pa Alemanijo in Retijo.
Leta 869 se je Ludvik v Aschaffenburgu poročil z Liutgardo Saško, hčerko saškega vojvode Liudolfa. Liutgarda je bila močna in politično ambiciozna ženska, ki je svojega moža kasneje spodbudila k ambicioznim ciljem. Tekmovalnost je še povečala napetosti med očetom in sinom in leta 871 in 873 se je Ludvik uprl, vendar se je potem ob prvi  priložnosti pomiril z očetom.

## Vladanje na Saškem
Po očetovi smrti leta 876 je Ludvik v celoti podedoval njegova podkraljestva z naslovom rex Francorum (kralj Frankov). Ludvik Mlajši se je imel za pravega dediča Ludvika Nemškega. Očeta je zato pokopal v opatiji Lorsch  na svojem ozemlju, da bi poudaril svoj primat nad bratom. Ludvik je obdržal tudi očetovega glavnega svetovalca Liutberta, nadškofa Mainza. On in njegov brat sta vladala svojima kraljestvoma neodvisno, vendar v sodelovanju in nikoli v vojni.

### Pridobitev Lotaringije in Bavarske
Ludvikovo oblast je takoj ogrozil Karel Plešasti, ki je skušal priključiti vzhodne dele Lotaringije in morda celo doseči prevlado nad svojim nečakom. Ludvik je proti Karlu sprožil vojno in 8. oktobra 876 pri Andernachu premagal veliko večjo vojsko Zahodne Frankovske. Vzhodnofrankovska vojska je pokazala premoč tako v enotnosti kot v taktiki, mladi kralj pa je svoje vojake celo oblekel v bela oblačila, tako da so bili videti kot vojska duhov.
Po tej zmagi so se vsi trije sinovi Ludvika Nemškega srečali novembra v Nördlingenu, da bi razpravljali o delitvi očetovega kraljestva in da bi svojemu  gostitelju prisegli zvestobo. Po načrtu, izdelanem leta 865 in potrjenem leta 872, je Karlman dobil Bavarsko, Karel Švabsko, Ludvik pa Saško, Frankovsko in Turingijo. Čeprav zgodovinarji Ludvika vedno imenujejo »kralj Saške«, ni med svojo vladavino nikoli obiskal ožje Saške, čeprav je predstavljala večji del njegovega ozemlja. Konec leta 877 so se bratje znova zbrali, da bi razpravljali o upravljanju svoje polovice Lotaringije. Potem ko je Karlman odstopil od svojih zahtev, je bila Lotaringija razdeljena med Ludvika in Karla, ki sta se septembra 878 ponovno srečala v Alzaciji. Leta 879 je Karlman, onesposobljen zaradi kapi, imenoval Ludvika za svojega naslednika na Bavarskem, najprej kot regenta. Po Karlmanovi smrti leto kasneje ke Ludvik podedoval njegove posesti.
Po smrti Karla Plešastega novembra 878, sta si njegov dedič Ludvik Jecljavi in njegov bratranec Ludvik Mlajši v Voerenu (Fourons) obljubila, da bosta spoštovala nasledstvo svojih sinov in ne bosta zahtevala ničesar, kar bi bilo v nasprotju s tem dogovorom. Fouronski sporazum je bil kmalu na preizkušnji, ko je aprila 879 Ludvik Jecljavi umrl. Skupina zahodnih plemičev pod vodstvom opata Joscelina je povabila Ludvika Mlajšega, da nasledi oblast v Zahodni Frankovski. Ker se je s tem strinjala tudi Ludvikova žena Liutgarda, je Ludvik vdrl v Zahodno Frankovsko. Prišel je do Verduna, ko sta mu nova kralja Ludvik III. in Karlman prepustila svoj del Lotaringije, pa se je umaknil. Februarja 880 je bila ta pridobitev potrjena z Ribmoskim sporazumom, sklenjenim blizu blizu Saint Quentina. Sporazum  je določil mejo med kraljestvoma, ki je ostala nespremenjena do 14. stoletja.

### Odnosi s plemstvom
Ludvik Mlajši je v nasprotju s svojim očetom raje usklajeval svoje interese z interesi plemstva in se izogibal konfrontacijam. Uspelo mu je nase navezati močne družine, vključno z liutvinškimi sorodniki njegove žene, ki so pozneje tudi sami postali kralji in cesarji. Ludvik se je večinoma zadrževal v Porenju in se izogibal Saški in njenim vzhodnim mejam. Ludvik je dvakrat obiskal Bavarsko, vendar jo je večinoma prepuščal svojemu nezakonskemu nečaku, Karlmanovemu sinu Arnulfu Koroškemui.

### Vdori Vikingov
Od poletja 879 so Vikingi stopnjevali svoje napade na Frankovsko kraljestvo in občasno prodrli globoko v notranjost države. Po Zahodni Frankovski je bilo najbolj prizadeto Ludvikovo kraljestvo. Februarja 880 se je Ludvik soočil z vikinško vojsko in jo premagal v bitki pri Thimeonu blizu današnjega Charleroija. Njegov sin Hugo je bil v tej bitki ubit.  Naslednje leto je Ludvik III., kralj Zahodne Frankovske, premagal Vikinge v bitki pri Saucourtu.  Ludvik Mlajši jih je pregnal iz kraljeve palače v Nijmegenu, ki so jo zasedli. Istega meseca je saška vojska pod poveljstvom kraljevega svaka Bruna v bližini Hamburga doživela hud poraz. Padli so Bruno in številni drugi saški plemiči.

## Smrt in nasledstvo
Ludvik je leta 881 zbolel in 20. januarja 882 v Frankfurtu umrl. Pokopan je bil poleg očeta v Lorschki opatiji. Z ženo Liutgardo Saško je imel sina Ludvika (877–879), ki je umrl pri padcu z okna palače, in hčer Hildegardo (878–895). Ker ni imel zakonitega dediča, so vsa njegova ozemlja pripadla njegovemu bratu Karlu, ki je tako lahko ponovno združil celotno Vzhodno frankovsko kraljestvo. Hildegarda se je kasneje pridružila bavarskemu magnatu Engeldeu v zaroti proti kralju Arnulfu in bila leta 895 prikrajšana za svoje »javne časti«, kot piše v Fuldskih letopisih.

## Družina
Ludvik Mlajši je bil poročen z Liutgardo,  hčerko vojvode Liudolfa Saškega. Z njo je  imel dva otroka:
- Ludvika (876 - november 879) in
- Hildegardo (875/878 ali 881 - po 900)

Imel je tudi nezakonska sinova 
- Huga (ok. 855/860 - februar 880)[6] in
- Adalharda.